# 超级英雄漫画

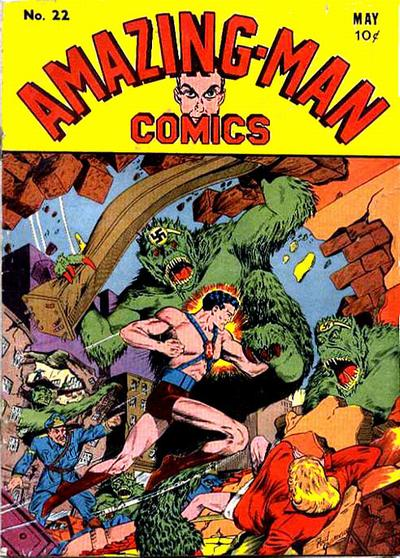
超級英雄漫畫之一：《Amazing-Man》

超级英雄漫画（英語：Superhero comics）是美国漫画书的一种形式。该漫画形式最初是于1930年代－1940年代开始凸显出来，且自从1960年代以来，在北美基本上仍占统治地位。超级英雄漫画是主要描写超级英雄与这些角色所居住的世界的漫画。超级英雄漫画始于1938年的《动作漫画 #1》的超人，那是一套专门描写超级英雄的冒险专题选集。简单的说，英雄们常有超凡于人类的能力或技能，或是同神一般强大的力量或属性。在大萧条后与二战前的这么短时间内，超级英雄漫画就迅速扩大为大型的漫画类型。

## 歴史

### 先驱
在各种格式的漫画中，具有超级力气并身着制服的如大力水手与幻影等的英雄很早就出现在报纸漫画中了，并早于超人若干年。蒙面侦探钟侠首次出现于漫画书《趣味页面 #6》（1936年11月）。

### 黄金时代
在大萧条与二战时期，最初的超级英雄漫画诞生了，最著名的莫过于超人、蝙蝠侠、惊奇队长、神奇女侠与美国队长。

### 衰退
二战后，超级英雄漫画书逐渐在流行文化中失去风光：抨击漫画的书《纯真的诱惑》的出版以及参议院小组委员会对青少年犯罪的调查，这来自社会和政界的影响大大打击了超级英雄漫画的销量。

### 白银时代
从1950年代开始，DC漫画进行再版了他们1940年代时的漫画超级英雄角色，如闪电侠与绿灯侠。漫威漫画也在1960年代如法炮制，引进了许多新的超级英雄角色，如蜘蛛侠、神奇四侠、绿巨人、X战警与钢铁侠。

### 青铜时代
超级英雄漫画开始更多的关注政治问题与处理社会问题。随着如惩罚者、金刚狼、惡靈騎士与1980年复出版夜魔侠的陆续登场，反英雄这种类型的角色日渐风行起来。

### 摩登时代
随着守护者与黑骑士归来的发行，超级英雄漫画变得更加黑暗化。图像漫画公司亦发行了他们的新漫画，其中就有反英雄再生侠。漫画迷你系列国度降临的发行结束了反英雄并使得经典超级英雄变得更受欢迎。